# 勒内·卡森
勒内·萨米埃尔·卡森（1887年10月5日—1976年2月20日），法国法学家、法学教授和法官。他曾任教于里尔大学、法国法学院、法国国立海外学校，之后曾为海牙国际法学院、日内瓦大学国际高等研究所。二战时是自由法国运动最早的参加者之一，1940年6月曾受戴高乐嘱托与英国秘密谈判。1944年-1960年任最高行政院法院副院长，1958年参与了新宪法的制定。1946-1968年任法国驻联合国代表，是《世界人权宣言》制定者之一，联合国教科文组织创始人之一。1965-1968年任欧洲人权法院院长。1968年获诺贝尔和平奖。